# Ponte da Saudade
Ponte da Saudade é um bairro da Zona Sul do município brasileiro de Nova Friburgo no interior do estado do Rio de Janeiro. O bairro foi criado pelo Projeto de Lei 4.488/09, que oficializou os nomes dos bairros de Nova Friburgo do 1º e 6º distritos. O projeto foi sancionado pelo prefeito Heródoto Bento de Mello e tornou-se a Lei Municipal número 3.792/09. De acordo com o Instituto Brasileiro de Geografia e Estatística (IBGE), sua população no ano de 2010 era de 1.263 habitantes.
No bairro se concentram as lojas de lingerie, que fazem da cidade polo nacional de moda íntima. 
O bairro é constituído por muitas casas de veraneio, principalmente em direção a Varginha, Parque Dom João IV, Parque Imperial e para os lados da Rua Felipe Camarão. É um dos bairros mais visitados por turistas.
Também no bairro se localiza a principal rodoviária interurbana de Nova Friburgo, o Terminal Rodoviário Sul. A rodoviária é portal de embarques para a região litorânea, capital fluminense e São Paulo.